# Montana (U-Boot)
Die Montana, auch USS Montana (Kennung: SSN-794), ist ein atomgetriebenes Jagd-U-Boot der Virginia-Klasse der United States Navy. Sie ist das erste U-Boot das nach dem US-amerikanischen Bundesstaat Montana benannt wurde. 

## Geschichte
Die Auftragsbestellung für den Bau der SSN-794 erging am 28. April 2014. Marineminister Ray Mabus gab den Namen am 3. September 2015 bei einer Zeremonie in Billings, Montana, bekannt. Der Bau der Montana begann im Mai 2015 bei Newport News Shipbuilding in Virginia. Die Auslieferung war für Mai 2020 geplant, musste jedoch aufgrund der COVID-Pandemie verschoben. Aufgrund der Pandemie fand die Taufe in einem virtuellen Rahmen statt. Als Taufpatin fungierte Sally Jewell. Ausgeliefert wurde das Schiff letztendlich im März 2022. Die Indienststellung durch die Navy erfolgte am 25. Juni 2022.